# Oberschule Helgolander Straße
Das Gebäude der Oberschule Helgolander Straße, früher Schulzentrum an der Helgolander Straße, in Bremen, Stadtteil Walle, Ortsteil Westend, Helgolander Straße 67/69 und Vegesacker Straße 109, entstand 1916 nach Plänen von Baurat (später Baudirektor) Wilhelm Knop und Staatsbaumeister Karl August Oehring.
Diese Schule steht seit 1984 unter Bremer Denkmalschutz.

Sie wurde nach der Straße benannt und diese nach der Nordseeinsel Helgoland.

## Geschichte
Zwischen 1892 und 1916 entstanden 25 neue Schulen in Bremen, in denen zum Teil auch – strikt getrennt – Mädchen aufgenommen wurden. Im Bremer Westen verdoppelte sich am Anfang des 20. Jahrhunderts die Einwohnerzahl. Die Freischule Elisabethstraße (1896), Volksschule am Steffensweg (1905), Schule an der Vegesacker Straße (1911), Volks- und Realschule am Waller Ring und Volksschule Helgolander Straße (1916) entstanden zentral in Walle.
Diese viergeschossige Volksschule an der Helgolander Straße von 1916 wurde im Stil der Reformarchitektur von der Hochbauinspektion Bremen (später Hochbauamt Bremen) geplant und ausgeführt. Das Eckgebäude mit einem L-förmigen Grundriss hat eine Fassade aus unverputztem roten Klinkermauerwerk, die in der Sockelzone (Souterrain- und Erdgeschoss) und an den Gebäudekanten durch eine horizontale Nutung akzentuiert wird. Auf dem Walmdach sitzt ein mittiger Dachreiter, der im Stadtbild wirksam ist.
Nach anfänglicher militärischer Zwischennutzung als Lazarett konnte die Schule 1919 als Volksschule eingeweiht werden. Die Knabenschule erhielt mit 16 Klassen den Gebäudetrakt an der Vegesacker Straße, die Mädchenschule mit ebenfalls 16 Klassen den an der Helgolander Straße. Von 1924 bis 1933 gab es einen Zweig für den gehobenen Unterricht für die Mädchen.
1926 erhielt die Schule ein Schullandheim in Ristedt. Ein Wandbild entstand um oder nach 1920 unter Mitarbeit des Bremer Künstlers Christian Arnold, der von den Nazis verfolgt wurde; das Wandbild wurde übermalt, 1996 wieder freigelegt und restauriert.
Nach Streitigkeiten in der Versuchsschule an der Schleswiger Straße zogen 1924 einige Reformer unter Führung von Friedrich Aevermann in diese Schule. Sie war bis 1933 eine Versuchsschule der Reformpädagogik für Knaben und Mädchen, um neue Möglichkeiten der Lernmotivation und der Didaktik praktisch zu erforschen. Der Schulreformer und Schriftsteller Carl Dantz wirkte bis 1933 u. a. an der Versuchsschule und vertrat seine Reformen in der Praxis. Von den Nazis wurde er 1933 entlassen, die Schule war ab diesem Jahr eine reine Knaben-Volksschule. Von 1945 bis 1952 war Dantz dann Schulleiter der Schule.
Für die Studienreferendare der höheren Schulen gab es seit Februar 1946 ein Studienseminar in der Schule Helgolander Straße, das später an andere Orte verlegt wurde.
Im Bremer Schulwesen wandelte sich nach 1945 die Volksschule zur Haupt- und Mittel- bzw. Realschule und nach 1975 zum Schulzentrum der Sekundarstufe I. Bei dieser Haupt- und Mittelschule begann ab 1968 die Integration beider Zweige.
Um und nach 1980 gab es einige Erweiterungen an der Schule wie u. a. die Mensa, Räume für naturwissenschaftlichen Unterricht, Computerräume und Sprachlabore. Die Orientierungsstufe dieser Schule befand sich im Gebäude Melanchthonstraße 150. Die Schulgebäude am Stephanitor gehörten zum Schulzentrum. Seit 2006 ist die Schule eine Ganztagsschule.
Die Schule wurde um und nach 2000 für rund 9,3 Mio Euro grundsätzlich saniert.

## Oberschule Helgolander Straße
Die Oberschulen in Bremen entstanden, als 2010 das allgemeinbildende staatliche Schulsystem in der Freien Hansestadt Bremen zu einem zweigliedrigen System umgegliedert wurde mit 34 Oberschulen (ab 2015). In Bremen-West befinden sich sieben Oberschulen, so auch die Oberschule Helgolander Straße.
In den Jahrgängen 5 bis 10 werden an der Schule rund 520 Schülerinnen und Schüler von etwa 40 Lehrkräften unterrichtet (Stand 2017). In der Schulkooperation West sind die Oberschule Helgolander Straße, die Gesamtschule Bremen-West und das Schulzentrum Rübekamp (Gymnasium und berufliche Schule) in einem Verbund zusammengeschlossen um durchgängige Bildungsgänge von Klasse 5 bis zum Abitur bzw. zu weiterführenden Bildungsgängen zu organisieren.
Das Profil Musik mit der Arbeit von Musikklassen wird von der Schule betont (Musikprofilschule).
Im Pisa-Studienvergleich machte die Schule unter Schulleiter Thomas Bendlin „bemerkenswerte“ Fortschritte.